# Potisak s klupe
Potisak s klupe ili engleski bench press jedna je od temeljnih vježbi snage te uz čučanj i mrtvo dizanje jedna od tri discipline u powerliftingu kao i jedina disciplina u powerliftingu na paraolimpijskim igrama.

## Izvođenje
Iz ležećeg položaja na klupi i čvrsto fiksiranim stopalima na podu drži se uteg rukama potpuno ispruženim u laktovima. Iz tog položaja kontrolirano se spušta uteg sve do prsa, nakon čega ga se potisne nazad u početni položaj.

## Uključeni mišići
- Musculus pectoralis major (veliki prsni mišić)
- Musculus pectoralis minor (mali prsni mišić)
- Musculus deltoideus (prednji i srednji deltoidni mišić)
- Musculus triceps brachii (troglavi nadlaktični mišić)